# Osiedle Dambonia (Opole)
Osiedle Dambonia (oficjalnie XXV-lecia) – osiedle mieszkaniowe w Opolu wybudowane na gruntach dawnej wsi Szczepanowice, część Opolskiej Spółdzielni Mieszkaniowej „Przyszłość”. Główna część osiedla zlokalizowana jest w kwartale ulic: Niemodlińskiej, Dambonia i Domańskiego. Częścią osiedla są również dziesięciopiętrowe bloki w rejonie skrzyżowania ul. Wojska Polskiego z Niemodlińską.
Osiedle wybudowano w okolicach roku 1975

## Architektura
Zabudowa wielorodzinna, bloki cztero- i dziesięciopiętrowe, łącznie 2147 mieszkań. Działa tutaj klub osiedlowy "Feniks" i drużyna piłki nożnej. Przy wjeździe na osiedle, od strony ul. Niemodlińskiej, znajduje się pętla autobusowa i charakterystyczny pawilon handlowy z nazwą osiedla. Dojazd autobusami MZK linii nr 1, 5, 8, 9, 12, 13, 16, 17, 18, 28, 80, N1
Osiedle od strony zachodniej i północnej graniczy z jednostką wojskową, równolegle do ulicy Dambonia. 
Od południowej odgrodzone jest linią zabudowań przemysłowych i linią kolejową, równolegle do ulicy Niemodlińskiej.
Do wschodniej strony ulicy Domańskiego znajduje się niewielkie obniżenie terenu, które nieoficjalnie jest granicą osiedla.